# Heteroprymna
Heteroprymna is een geslacht van vliesvleugeligen uit de familie Pteromalidae. De wetenschappelijke naam van dit geslacht is voor het eerst geldig gepubliceerd in 1956 door Graham.

## Soorten
Het geslacht Heteroprymna is monotypisch en omvat slechts de volgende soort:
- Heteroprymna longicornis (Walker, 1835)